# آنچارتد: نبرد برای ثروت
آنچارتد: نبرد برای ثروت (به انگلیسی: Uncharted: Fight for Fortune) یک بازی ویدئویی نوبتی مبتنی بر جمع‌آوری کارت دیجیتال از مجموعه بازی‌های آنچارتد است که توسط اس‌سی‌ای بند استودیو توسعه یافته و به‌وسیلهٔ سونی کامپیوتر انترتینمنت در دسامبر ۲۰۱۲، برای کنسول بازی دستی پلی‌استیشن ویتا منتشر شد. این بازی دو بازیکن را در مقابل یکدیگر قرار می‌دهد که از شخصیت‌های قهرمان یا شرور این سری انتخاب شده‌اند. بازی می‌تواند با نسخهٔ آنچارتد: ژرفای طلایی ارتباط بر قرار کند و کارت‌های جدیدی برای بازیکنان بر اساس پیشرفت آن‌ها در کمپین بازی به ارمغان بیاورد. همچنین دو بسته تکمیلی برای اضافه نمودن کارت از نسخه‌های آنچارتد ۲: درمیان دزدان و آنچارتد ۳: فریب دریک از طریق پلی‌استیشن نتورک در دسترس قرار گرفت.